# (23466) 1990 DU4
(23466) 1990 DU4 là một tiểu hành tinh vành đai chính. Nó được phát hiện bởi Henri Debehogne ở Đài thiên văn La Silla ở Chile ngày 28 tháng 2 năm 1990.